# Sheryl Sandberg

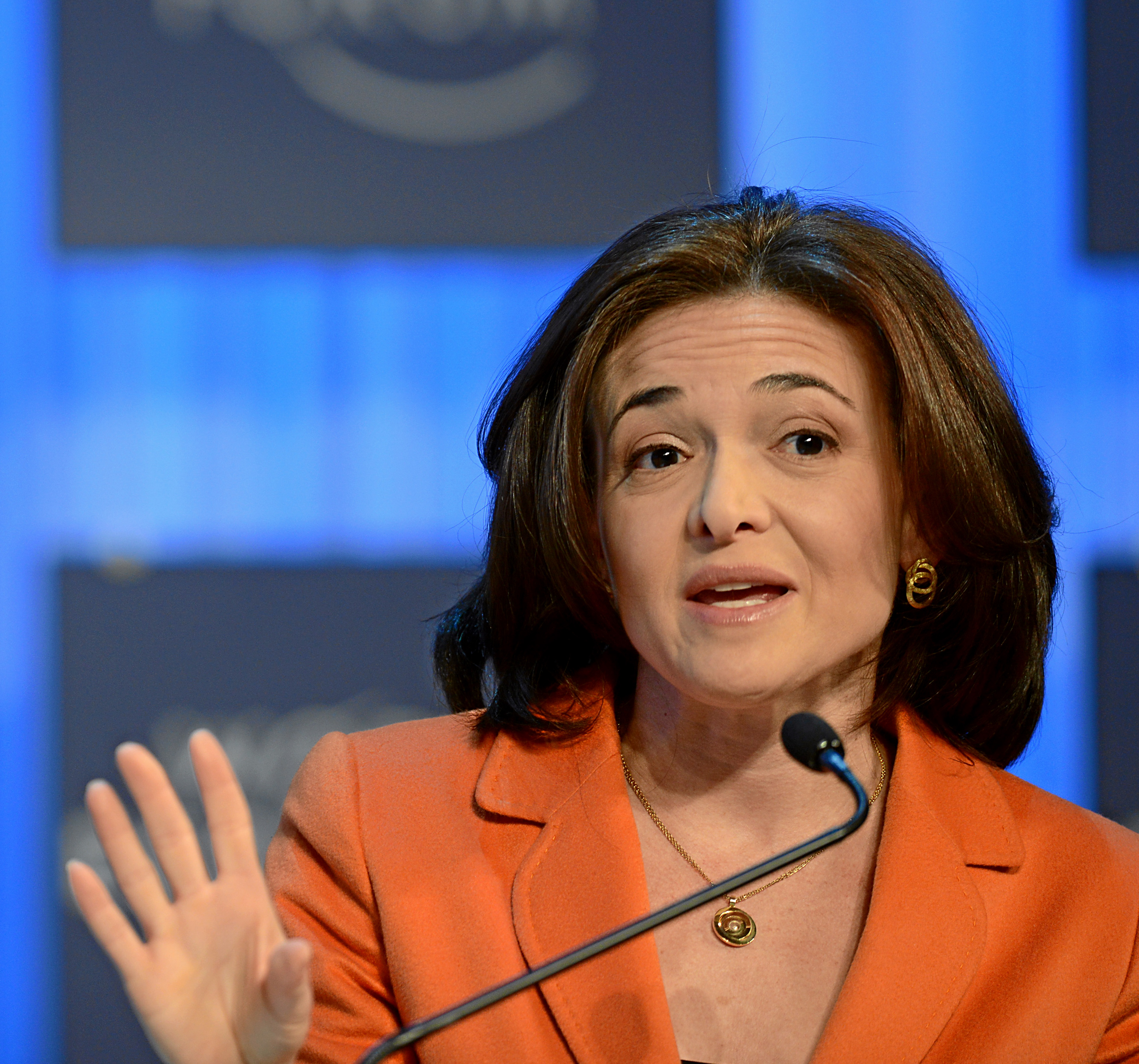
Sheryl Sandberg beim Weltwirtschaftsforum 2013

Sheryl Kara Sandberg (* 28. August 1969 in Washington, D.C.) ist eine US-amerikanische Geschäftsfrau und seit 2008 Co-Geschäftsführerin (COO) von Meta Platforms (vormals Facebook Inc.). Im Juni 2022 kündigte sie an, ihre Rolle als Co-Geschäftsführerin im Herbst aufzugeben, um sich mehr ihrer Stiftung zu widmen. Im Verwaltungsrat des Unternehmens bleibe sie jedoch. Im Januar 2024 gab sie bekannt, dass sie ihr Amt im Meta-Aufsichtsrat niederlegen werde.

## Biografie
Sandberg wurde 1969 in Washington, D.C. in eine jüdische Familie geboren. Ihre Eltern sind Adele (geb. Einhorn) und Joel Sandberg; sie ist das älteste von drei Kindern. Ihr Vater war Augenarzt, die Mutter Französischlehrerin. Die Familie lebte zunächst in North Miami Beach in Florida, wo Sandberg die Schule besuchte.
1987 begann sie ein Studium der Wirtschaftswissenschaften an der Harvard University, das sie 1991 mit einem Bachelor of Arts (B.A.) abschloss. In ihrer Abschlussarbeit setzte sie sich mit Gewalt in Familien und sozialem Gefälle zwischen Ehepartnern auseinander. In Harvard traf sie auf den Wirtschaftswissenschaftler und bekannten Deregulierer von Finanzmärkten, Lawrence Summers, der sie in seinem Rechercheteam der Weltbank einsetzte. Sandberg beschäftigte sich dabei mit dem Thema Indien und Krankheiten wie Aids. 1993 bis 1995 besuchte sie die Harvard Business School.
1995 bis 1996 arbeitete sie bei McKinsey & Company, danach als Stabschefin im US-Finanzministerium 1996 bis 2001. Finanzminister war damals Robert Rubin (Kabinett Clinton).
Ab 2001 war sie Vizepräsidentin des globalen Online-Verkaufs bei Google. Im Jahr 2008 wechselte sie zu Facebook.
Sandberg gehört zu den reichsten Frauen der Welt. Sie hat sich als Vertreterin einer neuen amerikanischen Frauenbewegung positioniert. Im März 2013 erschien ihr Buch Lean In: Women, Work, and the Will to Lead. Gleichzeitig startete Sandberg ihre an Frauen gerichtete Ideenplattform „Lean in Circles“.
2012 wurde sie im Zuge des Börsengangs von Facebook bekannt; sie deckte an der Seite von Facebooks Mitbegründer Mark Zuckerberg den geschäftlichen Part ab. Ihr Jahresgehalt 2011 betrug 30 Mio. Dollar. Sandbergs Vermögen wurde Anfang 2014 auf über 1 Milliarde US-Dollar geschätzt; es bestand zum größten Teil aus Facebook-Aktien und -Aktienoptionen.
In einem Ranking des Forbes Magazine von 2014 belegte Sheryl Sandberg den 9. Platz der mächtigsten Frauen der Welt. Im Jahr 2016 belegte sie in dieser Liste den 7. Platz. Im Jahr 2017 stufte das Forbes Magazin sie abermals hoch, nun auf Platz vier.
2004 heiratete sie Dave Goldberg, CEO von SurveyMonkey, und bekam mit ihm zwei Kinder. Goldberg starb 2015 im Alter von 47 Jahren an einem Herzinfarkt. Gemeinsam mit dem Psychologieprofessor Adam Grant schrieb Sandberg das Buch Option B: Wie wir durch Resilienz Schicksalsschläge überwinden und Freude am Leben finden. Das Buch soll Menschen helfen, mit schweren Schicksalsschlägen umzugehen.
Am 1. Juni 2022 gab Sandberg bekannt, dass sie Meta im Herbst 2022 als COO verlassen, aber im Verwaltungsrat des Unternehmens bleiben werde.

## Veröffentlichungen
- Lean In: Women, Work, and the Will to Lead. Knopf, 2013, ISBN 0-385-34994-7.
- Option B: Wie wir durch Resilienz Schicksalsschläge überwinden und Freude am Leben finden. Ullstein Hardcover, 2017, ISBN 3-550-08186-3.